# Nismennoje (Kaliningrad)
Nismennoje (russisch Низменное, deutsch Pleinlauken, Kreis Insterburg, 1928–1945 Rosenthal, litauisch Plynlaukiai) ist ein Ort in der russischen Oblast Kaliningrad. Er gehört zur kommunalen Selbstverwaltungseinheit Stadtkreis Tschernjachowsk im Rajon Tschernjachowsk.

## Geographische Lage
Nismennoje liegt sieben Kilometer nordöstlich der Rajonsmetropole Tschernjachowsk (Insterburg) an der Kommunalstraße 27K-175 von Majowka (Georgenburg) über Pridoroschnoje (Seßlacken) nach Uljanowo (Kraupischken/Breitenstein). Die Bahnstrecke Tschernjachowsk–Sowetsk (Insterburg–Tilsit) führt am nordwestlichen Ortsrand vorbei.

## Geschichte
Seine erste Erwähnung erfuhr das damals Pleinlaugcken genannte kleine Dorf im Jahre 1556. Im Jahre 1874 wurde Pleinlauken in den damals neu errichteten Amtsbezirk Neunischken (1938 bis 1945 „Amtsbezirk Neunassau“, heute russisch: Priwolnoje) eingegliedert, der zum Kreis Insterburg im Regierungsbezirk Gumbinnen der preußischen Provinz Ostpreußen gehörte. Im Jahre 1910 zählte Pleinlauken insgesamt 281 Einwohner, von denen 91 im Gutsbezirk und 190 in der Landgemeinde lebten.
Am 30. September 1928 wurden der Gutsbezirk und die Landgemeinde Pleinlauken zusammengeschlossen und die neue Landgemeinde Pleinlauken in „Landgemeinde Rosenthal“ umbenannt. Rosenthal war bis dahin ein 1829 entstandenes Gut und ein Wohnplatz der Landgemeinde Pleinlauken, der zum selben Zeitpunkt in die neue Landgemeinde Rosenthal überführt wurde. Die Einwohnerzahl der Gemeinde betrug 1933 zusammen 240 und 1939 noch 209.
In Kriegsfolge kam das Dorf 1945 mit dem nördlichen Ostpreußen zur Sowjetunion. 1947 erhielt der Ort die russische Bezeichnung „Nismennoje“ und wurde gleichzeitig dem Dorfsowjet Kaluschski selski Sowet im Rajon Tschernjachowsk zugeordnet. 1954 gelangte der Ort in den Majowski selski sowjet. Seit 1997 gehörte Nismennoje zum Dorfbezirk Kaluschski selski okrug. Von 2008 bis 2015 gehörte der Ort zur Landgemeinde Kaluschskoje selskoje posselenije und seither zum Stadtkreis Tschernjachowsk.

## Kirche
Die mehrheitlich evangelische Bevölkerung Pleinlaukens bzw. Rosenthals war vor 1945 in das Kirchspiel der Kirche Georgenburg (heute russisch: Majowka) eingepfarrt und gehörte zum Kirchenkreis Insterburg in der Kirchenprovinz Ostpreußen der Kirche der Altpreußischen Union. Heute liegt Nismennoje im Einzugsbereich der neu entstandenen evangelisch-lutherischen Gemeinde in Tschernjachowsk (Insterburg). Sie ist Pfarrgemeinde der Kirchenregion Insterburg in der Propstei Kaliningrad der Evangelisch-lutherischen Kirche Europäisches Russland.